# Patriots: Una nazione sotto assedio
Patriots: Una nazione sotto assedio (Patriots: A Nation Under Fire) è un videogioco sparatutto in prima persona sviluppato dalla 4D Rulers (già autrice di Gore: Ultimate Soldier) e pubblicato dalla SilverLine Software per Microsoft Windows. Il 4 marzo 2009, la THQ Nordic GmbH ha pubblicato il gioco su GamersGate.

## Trama
Un gruppo ignoto di terroristi attacca gli Stati Uniti dopo aver distrutto le grandi città della nazione con le armi nucleari. Il gioco impone dunque al giocatore di vestire i panni di un soldato della Army National Guard, chiamato con tutto il gruppo a reprimere la minaccia dei terroristi.

## Disponibilità
Patriots: A Nation Under Fire è disponibile in formato digitale su GamersGate.

## Accoglienza
Patriots: A Nation Under Fire ha ricevuto un'accoglienza estremamente negativa. Alex Navarro di GameSpot lo ha votato con un 2.9 su 10, trovandolo un titolo terribile, con dei livelli frustranti da giocare e delle meccaniche di combattimento ancora peggiori, la grafica scadente e sfocata, la storia quasi inesistente e un doppiaggio di bassa qualità. È stato criticato anche per la sua scarsa qualità in termini di grafica e gameplay, e per essere estremamente difficile persino ai livelli di difficoltà più bassi. Inoltre, non sembrano esserci mappe oltre il terzo livello, questo perché è assolutamente impossibile completare la terza missione del gioco: Lo scopo di quest'ultima è di salvare degli ostaggi in un hotel, ostaggi che dovranno essere prima fatti uscire dall'edificio e, seguendo il giocatore, dovranno arrivare fino ad un punto di estrazione. La procedura funzionerà correttamente per tutti gli ostaggi, eccetto l'ultimo, che rimarrà fermo in un armadio e non seguirà il giocatore in nessun modo, rendendo impossibile la conclusione del livello.